# Lapinsaari (ö i Finland, Mellersta Finland, Saarijärvi-Viitasaari)
Lapinsaari är en ö i mellersta delen av sjön Keitele i Finland. Den ligger i sjön Keitele och i kommunen Viitasaari i den ekonomiska regionen  Saarijärvi-Viitasaari och landskapet Mellersta Finland, i den centrala delen av landet, 300 km norr om huvudstaden Helsingfors. Öns area är 0,8 hektar och dess största längd är 170 meter i sydväst-nordöstlig riktning.